# Río Buchupureo
Río Buchupureo är ett vattendrag i Chile.   Det ligger i regionen Región del Biobío, i den södra delen av landet, 300 km sydväst om huvudstaden Santiago de Chile.
I omgivningen kring Río Buchupureo växer i huvudsak städsegrön lövskog och området är glesbefolkat, med 11 invånare per kvadratkilometer.